# Persone di nome Giovanni/Poeti
| Questa pagina contiene informazioni ricavate automaticamente dalle voci biografiche con l'ausilio del template Bio e di un bot. L'aggiornamento è periodico e automatico e ricostruisce completamente la pagina. Se manca una persona in questa lista, sei pregato di non aggiungerla, ma accertati piuttosto che la sua voce biografica contenga il template Bio e che i dati anagrafici siano correttamente compilati. Se il template Bio manca, inseriscilo tu stesso o, in alternativa, metti l'avviso {{tmp\|Bio}} che ne segnala la mancanza. Se i dati riportati sono sbagliati, correggi direttamente la voce biografica; le modifiche saranno visibili in questa lista entro pochi giorni. Per chiarimenti vedi il progetto antroponimi. La lista contiene solo le 87 persone che sono citate nell'enciclopedia e per le quali è stato implementato correttamente il template Bio. Pagina aggiornata al 22 giu 2025. |

Questa è una lista di persone presenti nell'enciclopedia che hanno il nome Giovanni e sono poeti.

## A(3)
- Giovanni Filoteo Achillini, poeta, letterato e umanista italiano (Bologna, n. 1466 - Bologna, † 1538)
- Giovanni Armonio, poeta, drammaturgo e organista italiano (Marsica)
- Giovanni Maria Asara, poeta italiano (Pattada, n. 1823 - Pattada, † 1907)

## B(10)
- Giovanni Badoer, poeta, politico e diplomatico italiano (Venezia, n. 1465 - Venezia, † 1535)
- Giovanni Lorenzo Baldano, poeta e magistrato italiano (Savona, n. 1576 - Savona, † 1660)
- Giovanni Berchet, poeta, scrittore e traduttore italiano (Milano, n. 1783 - Torino, † 1851)
- Giovanni Bertacchi, poeta, critico letterario e italianista italiano (Chiavenna, n. 1869 - Milano, † 1942)
- Giovanni Bianconi, poeta, artista e etnologo svizzero (Minusio, n. 1891 - Minusio, † 1981)
- Giovanni Emanuele Bidera, poeta e drammaturgo italiano (Palazzo Adriano, n. 1784 - Palermo, † 1858)
- Giovanni Battista Bilo, poeta e librettista italiano (Napoli, n. 1956 - Napoli, † 2009)
- Giovanni Boffa, poeta e insegnante svizzero (Agno, n. 1922 - Agno, † 2002)
- Giovanni Bressani, poeta e umanista italiano (Bergamo, n. 1489 - Olmo al Brembo, † 1560)
- Giovanni Boine, poeta e scrittore italiano (Finale Marina, n. 1887 - Porto Maurizio, † 1917)

## C(17)
- Giovanni Camerana, poeta, critico d'arte e magistrato italiano (Casale Monferrato, n. 1845 - Torino, † 1905)
- Giovanni Campus, poeta italiano (Cervia, n. 1930 - Roma, † 2019)
- Giovanni Canale, poeta italiano (Cava de' Tirreni, n. 1603 - † 1696)
- Giovanni Canti, poeta italiano
- Giovanni Capurro, poeta e cantautore italiano (Napoli, n. 1859 - Napoli, † 1920)
- Giovanni Bartolomeo Casaregi, poeta e critico letterario italiano (Genova, n. 1676 - Firenze, † 1755)
- Giovanni Battista Casti, poeta e librettista italiano (Acquapendente, n. 1724 - Parigi, † 1803)
- Giovanni Cena, poeta e scrittore italiano (Montanaro, n. 1870 - Roma, † 1917)
- Giovanni Cerri, poeta italiano (Casacalenda, n. 1900 - Casacalenda, † 1970)
- Giovanni Cervoni, poeta e letterato italiano (Colle di Val d'Elsa, n. 1508)
- Giovanni Alfredo Cesareo, poeta, critico letterario e drammaturgo italiano (Messina, n. 1860 - Palermo, † 1937)
- Giovanni Tommaso Cimello, poeta e musicista italiano (Monte San Giovanni - Monte San Giovanni, † 1579)
- Giovanni Francesco Conti, poeta e umanista italiano (Quinzano d'Oglio, n. 1484 - Quinzano d'Oglio, † 1557)
- Giovanni Corona, poeta italiano (Santu Lussurgiu, n. 1914 - Cagliari, † 1987)
- Nino Costa, poeta italiano (Torino, n. 1886 - Torino, † 1945)
- Giovanni Mario Crescimbeni, poeta e critico letterario italiano (Macerata, n. 1663 - Roma, † 1728)
- Giovanni Cristini, poeta e giornalista italiano (Brescia, n. 1925 - † 1995)

## D(8)
- Giovanni Descalzo, poeta e scrittore italiano (Sestri Levante, n. 1902 - Sestri Levante, † 1951)
- Melchiorre Dore, poeta, scrittore e presbitero italiano (Bitti, n. 1776 - Bitti, † 1851)
- Giovanni Mauro d'Arcano, poeta italiano (Rive d'Arcano - Roma, † 1535)
- Giovanni da Falgano, poeta, letterato e traduttore italiano (Falgano - Firenze)
- Giovanni Gherardo de Rossi, poeta e commediografo italiano (Roma, n. 1754 - † 1827)
- Giovanni Battista del Tufo, poeta italiano (Napoli, n. 1548 - Napoli)
- Giovanni del Virgilio, poeta, grammatico e latinista italiano (Bologna)
- Giovanni Andrea dell'Anguillara, poeta e letterato italiano (Sutri, n. 1517 - Sutri, † 1572)

## F(3)
- Giovanni Fantoni, poeta italiano (Fivizzano, n. 1755 - Fivizzano, † 1807)
- Giovanni Fontana, poeta italiano (Frosinone, n. 1946)
- Giovanni Formisano, poeta italiano (Catania, n. 1878 - Catania, † 1962)

## G(5)
- Giovanni di Garlandia, poeta e grammatico inglese
- Giovanni Ciriote Geometra, poeta, retore e teologo bizantino
- Giovanni Giudici, poeta e giornalista italiano (Portovenere, n. 1924 - La Spezia, † 2011)
- Giovanni Giuga, poeta e scrittore italiano (Ispica, n. 1942 - Ispica, † 2021)
- Giovanni Guidiccioni, poeta e vescovo cattolico italiano (Lucca, n. 1500 - Macerata, † 1541)

## I(2)
- Giovanni Battista Iachini, poeta italiano (Velletri, n. 1860 - Velletri, † 1898)
- Giovanni Vincenzo Imperiale, poeta e scrittore italiano (Genova, n. 1582 - Genova, † 1648)

## J(1)
- Giovanni Jatta, poeta, archeologo e patriota italiano (Ruvo di Puglia, n. 1832 - Ruvo di Puglia, † 1895)

## L(4)
- Giovanni Battista Lalli, poeta italiano (Norcia, n. 1572 - Norcia, † 1637)
- Giovanni Lanzalone, poeta, critico letterario e scrittore italiano (Vallo della Lucania, n. 1852 - Salerno, † 1936)
- Giovanni Giacomo Lavagna, poeta italiano (Napoli - Napoli, † 1679)
- Giovanni Lorenzoni, poeta e letterato italiano (Gradisca d'Isonzo, n. 1884 - Capriva del Friuli, † 1950)

## M(9)
- Giovanni Marchetti, poeta e politico italiano (Senigallia, n. 1790 - Bologna, † 1852)
- Giovanni Battista Marini, poeta italiano (Tarquinia, n. 1902 - Tarquinia, † 1980)
- Giovanni Marradi, poeta e scrittore italiano (Livorno, n. 1851 - Livorno, † 1922)
- Giovanni Marrasio, poeta e umanista italiano (Noto)
- Giovanni Mauropo, poeta, letterato e vescovo bizantino (Paflagonia - Costantinopoli)
- Giovanni Mazza, poeta italiano (Torre del Greco, n. 1877 - Napoli, † 1943)
- Giovanni Meli, poeta e drammaturgo italiano (Palermo, n. 1740 - Palermo, † 1815)
- Gianni Milano, poeta e pedagogista italiano (Mombercelli, n. 1938 - Torino, † 2025)
- Giovanni Muzzarelli, poeta italiano (Mantova - Mondaino, † 1516)

## N(2)
- Giovanni Domenico da Nola, poeta e compositore italiano (Nola - Napoli, † 1592)
- Giovanni Nucci, poeta e scrittore italiano (Roma, n. 1969)

## P(10)
- Giovanni Parrini, poeta italiano (Firenze, n. 1957)
- Giovanni Pascoli, poeta e critico letterario italiano (San Mauro di Romagna, n. 1855 - Bologna, † 1912)
- Giovanni Battista Pastorini, poeta e presbitero italiano (Genova, n. 1650 - Genova, † 1732)
- Nino Pedretti, poeta e traduttore italiano (Santarcangelo di Romagna, n. 1923 - Rimini, † 1981)
- Giovanni Camillo Peresio, poeta italiano (Roma, n. 1628 - † 1696)
- Giovanni Perich, poeta e scrittore italiano (Bologna, n. 1941 - Bologna, † 2013)
- Giuliano Donati Petténi, poeta e scrittore italiano (Bergamo, n. 1894 - Bergamo, † 1930)
- Giovanni Pindemonte, poeta e drammaturgo italiano (Verona, n. 1751 - Verona, † 1812)
- Giovanni Anastasio Pozzobon, poeta e tipografo italiano (Treviso, n. 1713 - Treviso, † 1785)
- Giovanni Prati, poeta e politico italiano (Campo Lomaso, n. 1814 - Roma, † 1884)

## Q(1)
- Giovanni Quirini, poeta e mercante italiano (Venezia, n. 1285 - Venezia, † 1333)

## R(6)
- Giovanni Raboni, poeta, critico letterario e giornalista italiano (Milano, n. 1932 - Fontanellato, † 2004)
- Giovanni Rajberti, poeta e chirurgo italiano (Milano, n. 1805 - Monza, † 1861)
- Giovanni Ramella Bagneri, poeta e critico letterario italiano (San Paolo Cervo, n. 1929 - Druogno, † 2008)
- Giovanni Rapetti, poeta italiano (Villa del Foro, n. 1922 - Alessandria, † 2014)
- Giovanni Rizzi, poeta italiano (Treviso, n. 1828 - Milano, † 1889)
- Giovanni Rosini, poeta, romanziere e drammaturgo italiano (Lucignano, n. 1776 - Pisa, † 1855)

## S(3)
- Giovan Leone Sempronio, poeta, scrittore e letterato italiano (Urbino, n. 1603 - Urbino, † 1646)
- Giovanni Battista Sicheri, poeta e patriota italiano (Stenico, n. 1825 - La Maddalena, † 1879)
- Giovanni Andrea Spinola, poeta, politico e ambasciatore italiano (Genova, n. 1625 - Genova, † 1705)

## T(2)
- Giovanni Torlonia, poeta, filosofo e filantropo italiano (Roma, n. 1831 - Roma, † 1858)
- Giovanni Torti, poeta italiano (Milano, n. 1774 - Genova, † 1852)

## Z(1)
- Giovanni Zoppis, poeta e commediografo italiano (Torino, n. 1830 - Roma, † 1876)